# 南京日报
南京日报，是中国共产党南京市委员会的机关报，创刊于1956年3月15日。

## 历史与概况
《南京日报》于1956年3月15日创刊，起初为四开四版。1961年2月11日停刊。1970年2月1日南京市革命委员会创办《新南京报》，1971年6月19日改名为《南京日报》，10月停刊。1978年1月1日复刊，名为《南京通讯》，7月2日改名为《南京报》，1979年7月1日恢复《南京日报》原名，为四开四版报。1986年1月1日改为对开大报，1992年10月起，每周三增出对开四版的“扩大版”。
2003年，《南京日报》提出了“团结、严谨、实干、创新”的报风，确立了“以党政机关干部和社会有影响人群为核心读者的全体市民”的读者定位和“导向正确、引导有方；权威新锐、生动时尚；贴近读者、适应市场”的报纸定位。2005年，《南京日报》改版为“都市型党报”，进军市场零售。
2018年，报纸入选2017年全国百强报纸推荐名单。
该报除提供新闻版面外，还提供都市民生、文体证券、专刊版块。此前，该报还设有“金陵论坛”、“见闻谭”、“花与刺”和“雨花石”等专栏，现已取消。